# Carestia etiope del 1983-1985

L'Etiopia durante il regime del Derg

La carestia etiope del 1983-1985 fu una grave carestia nella storia dell'Etiopia. La siccità e l'instabilità politica causata dalla guerra civile contribuirono alla gravità dell'evento, che si stima abbia ucciso più di un milione di persone. L'attività dei media in Occidente portò al concerto Live Aid che innalzò il livello di attenzione internazionale e aiutò ad assicurare gli aiuti umanitari.

## Storia
L'economia etiope è prevalentemente agricola: il 90% delle esportazioni e l'80% del lavoro viene dall'agricoltura. Gran parte dell'agricoltura etiope produce caffè per l'esportazione; si stima che più di 15 milioni di persone (un quarto della popolazione) ricavino da vivere da questo settore. Il governo fa affidamento sul flusso monetario in valuta estera generato dalle esportazioni per finanziare i debiti esterni, la maggior parte dei quali sono dovuti a spese militari.
Seguendo la politica dell'imperatore Hailé Selassié, detronizzato nel 1974, la giunta Derg facente capo al generale Tafari Bante (successivamente ucciso in una sparatoria e quindi sostituito da Mengistu Hailé Mariàm) scelse di continuare a combattere gli insorti in Eritrea. Per il 1976 si contavano insurrezioni in tutte le quattordici province amministrative della regione.
L'Etiopia aveva già sofferto per siccità e carestie all'inizio degli anni Settanta. Alla fine di quel decennio ci furono ulteriori segnali di un intensificarsi della siccità. Per l'inizio degli anni ottanta un gran numero di persone cominciarono a patire gli effetti di una nuova carestia nell'Eritrea centrale, nelle province del Tigrè, Wollo e in parte delle province di Begemder e Shewa.
Un colpo maggiore all'economia etiope fu dato dagli Stati Uniti nei loro sforzi di prevenire l'attività sovietica nella regione. Per il 1980 tutti i porti etiopici furono presi da guerriglieri eritrei appoggiati dagli americani. Ciò contribuì ulteriormente a danneggiare l'economia e a ridurre le opzioni disponibili al governo nel momento in cui si trovò a fronteggiare la crisi.
Intorno alla metà del 1984 fu evidente che l'ennesima siccità e la risultante grave carestia stava cominciando ad affliggere l'intero settentrione del paese. Allo stesso modo era evidente l'incapacità del governo nel fronteggiare la crisi. La totale devastazione dei raccolti al nord si combinò con i combattimenti nella regione eritrea, il che impedì il passaggio dei convogli dei rifornimenti. Sebbene le associazioni umanitarie internazionali facessero un grande sforzo per fornire cibo alle aree colpite, la persistenza della siccità e delle scarse condizioni di sicurezza ebbero come risultato necessità continue, così come pericoli per gli operatori nel paese. Alla fine del 1985 fu previsto un ulteriore anno di siccità, e per l'inizio dell'anno seguente la carestia si era estesa agli altipiani del sud, dove quasi sei milioni di persone dipendevano dagli aiuti umanitari. Nel 1986 il problema fu ulteriormente esacerbato dalla piaga delle locuste del deserto.

## Risposte alla carestia
Quasi 8 milioni di persone furono vittime della carestia durante la siccità del 1984 e oltre un milione perì. Nello stesso anno una troupe della BBC fu la prima a documentare la carestia, con il giornalista Michael Buerk, dal campo profughi Korem, che la descrisse come "una carestia biblica nel XX secolo" e "la cosa più vicina all'inferno sulla Terra". Il documento scosse gli inglesi, che portarono l'attenzione del mondo sulla crisi. Il Live Aid, uno sforzo per raccogliere fondi diretto da Bob Geldof (che aveva organizzato il gruppo Band Aid l'anno precedente), indusse milioni di persone nell'Occidente a donare e a spingere i loro governi a partecipare agli aiuti umanitari.
L'incapacità o la cattiva volontà del governo etiope a fronteggiare la carestia del 1984-85 provocò una universale condanna da parte della comunità internazionale. Perfino molti sostenitori del regime etiope opposero la loro politica di trattenere le spedizioni di cibo nelle aree controllate dai ribelli. L'effetto combinato della carestia e della guerra civile portarono l'economia del paese al collasso.
La principale decisione governativa fu quella di trapiantare un gran numero dei contadini, che vivevano nel settentrione colpito, nel sud del paese. Nel 1985 e nel 1986 furono spostate circa 600 000 persone, molte in modo coatto, dai loro villaggi e dalle loro fattorie; i trasferimenti furono organizzati dai militari. Molti contadini fuggirono piuttosto che rassegnarsi e furono in molti a tornare nelle regioni native. Diverse organizzazioni umanitarie affermarono che circa diecimila di loro perirono.
Un altro piano governativo fu di creare dei villaggi pianificati, sia come mezzo per combattere la carestia che come mezzo per contrastare le scarse condizioni di sicurezza. A cominciare dal 1985 molti contadini furono costretti a muoversi in questi villaggi, costruiti attorno a fonti d'acqua, scuole, servizi medici e di distribuzione. Ancora una volta molti fuggirono piuttosto che adeguarsi; inoltre, in molti casi il governo mancò di fornire i servizi promessi. Ben lontano dal dare aiuto dall'agricoltura in crisi, il programma causò un ulteriore declino della produzione. Sebbene temporaneamente sospeso nel 1986, questo piano fu ripreso in seguito.